# Consejo Nacional Serbio
El Consejo Nacional Serbio (en serbio: Српско народно вијеће, Srpsko narodno vijeće, SNV) es un órgano político electo, consultivo y de coordinación que actúa como una forma de autogobierno y una institución cultural autónoma de los serbios de Croacia en materia de derechos civiles e identidad cultural. El consejo se centra principalmente en los derechos humanos, civiles y nacionales, así como en las cuestiones de identidad, participación e integración de los serbios en la sociedad croata.
El organismo se creó como coordinación nacional de la comunidad serbia en Croacia en 1997, tras la Guerra de Independencia croata y la derrota de la autoproclamada República Serbia de Krajina. La base legal para su creación se extrajo del Convenio de Erdut, firmado en 1995, que puso fin al conflicto en Eslavonia Oriental, Baranja y Esiria Occidental, concediendo derechos de autonomía cultural a cambio de una reintegración pacífica. La red del Consejo Nacional Serbio está formada por 94 consejos regionales y locales (municipales o de ciudad) con un total de 1581 concejales. Son elegidos cada cuatro años en las Elecciones de Consejos y Representantes de las Minorías Nacionales, la más reciente de las cuales se organizó en 2019.